# Yellowstone (Vulkan)
Der Vulkan Yellowstone liegt unter dem gleichnamigen und namensgebenden Nationalpark in den Vereinigten Staaten. Seine Caldera wurde bereits 1871 durch Ferdinand V. Hayden als Krater eines gigantischen Vulkans erkannt, die geologischen Zusammenhänge zwischen dem Hot Spot, der Snake River Plain, der Ausbruchsgeschichte des Vulkans und der bis heute bestehenden Aktivität konnten erst im Laufe der Zeit ermittelt werden. Er gilt als Supervulkan.

## Vulkanismus

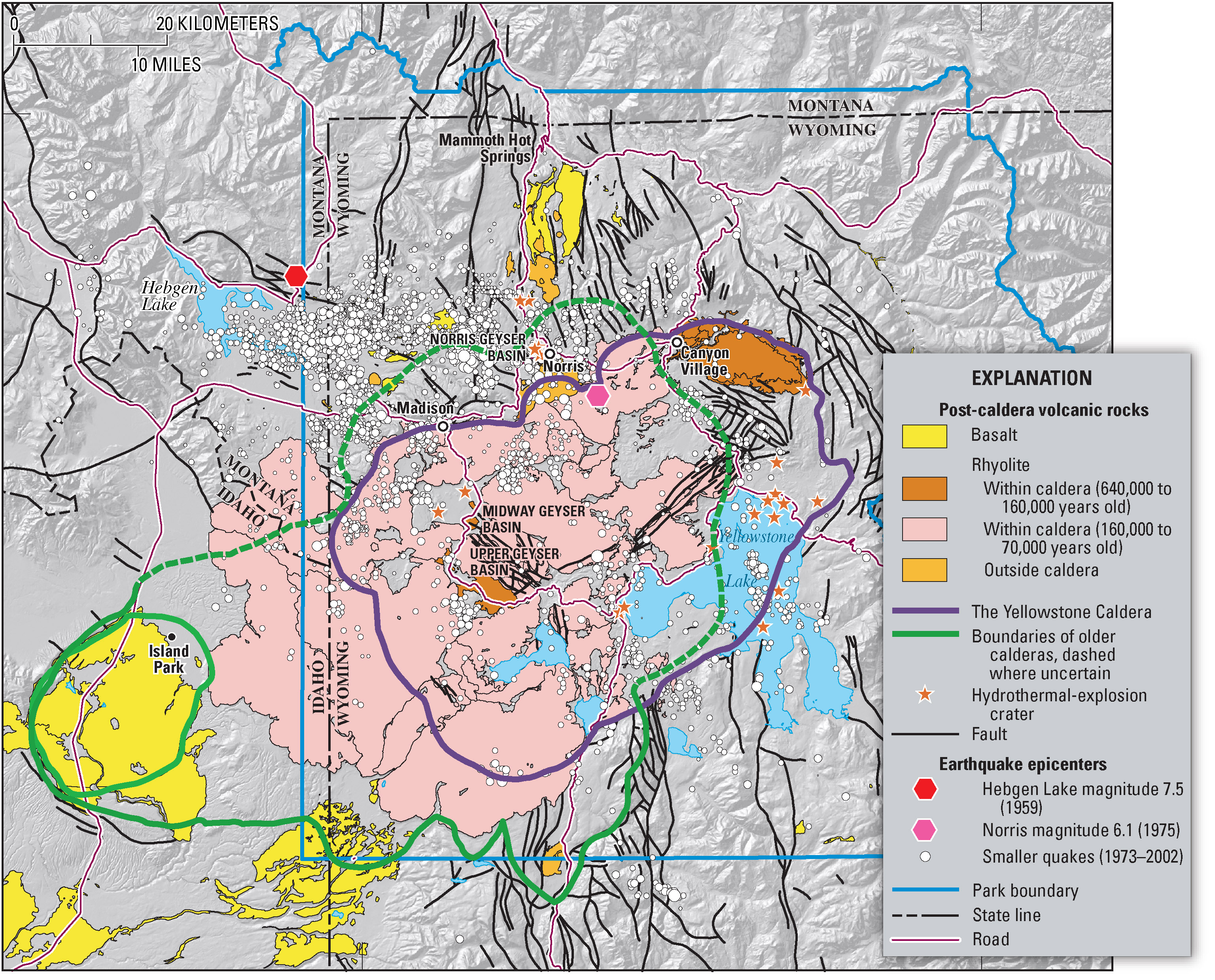
Calderen im Yellowstone-Gebiet

Ein Hot Spot, das heißt eine Zone, an der heißes Mantelmaterial unter der Erdkruste aufsteigt, ist der Ursprung des rund 17 Millionen Jahre alten Vulkansystems. Die nordamerikanische Platte hat sich über diesen relativ fest verankerten Hot Spot geschoben, wobei die Lithosphäre durch tektonische und magmatische Prozesse stark verändert wurde. Gleichzeitig bildete sich das über 700 km lange Yellowstone-Snake-River-Vulkansystem, dessen sichtbarste Spuren etliche Calderen bilden. Ihre Spuren lassen sich teilweise sehr klar verfolgen.
Durch die höhere Temperatur des Mantel Plumes wird das Material des Mantels teilweise aufgeschmolzen und steigt als basaltisches Magma durch den lithosphärischen Mantel bis zur unteren Erdkruste auf, wo es oberhalb der Moho bei ≈45 km Tiefe eine erste Magmakammer bildet. Diese 2015 nachgewiesene Kammer wird auf ein Volumen von ungefähr 46.000 km³ geschätzt. Durch weiteren Aufstieg gelangt das Magma in die schon vorher bekannte obere Magmakammer. Diese konnte durch neue Auswertungen von seismischen Daten auf eine Tiefe von maximal 20 km und ein ungefähres Volumen von 10.000 km³ bestimmt werden. Hier wird das basaltische Magma durch Abkühlung bei längerer Verweildauer mittels fraktionierter Kristallisation in rhyolithisches Magma umgewandelt. Die untere Magmakammer hat einen Anteil von rund 2 % geschmolzenen Materials, der der oberen kann auf etwa 9 % angenommen werden.
Der Mantel Plume hat eine Aufwölbung von 400 km Breite und 500 m Höhe am Yellowstone-Plateau erzeugt. In den letzten Jahren werden zudem mit geodätischen Messgeräten Deformationen und Subsidenz, d. h. Aufwölbung und Einsinken im Vulkansystem genau verfolgt. Im Schnitt ergeben sich dabei Bewegungen von 2 cm im Jahr. In den Jahren 2004–2009 konnte man allerdings eine beschleunigte Aufwölbungsbewegung feststellen, die als frische Magmaintrusion in die waagrechten Gänge oberhalb der eigentlichen Magmakammer in 10 km Tiefe interpretiert wurde. Der Vulkanismus verursacht jährlich bis zu 2000 meist schwache Erdbeben in der Region.

## Bisher belegte Ausbrüche

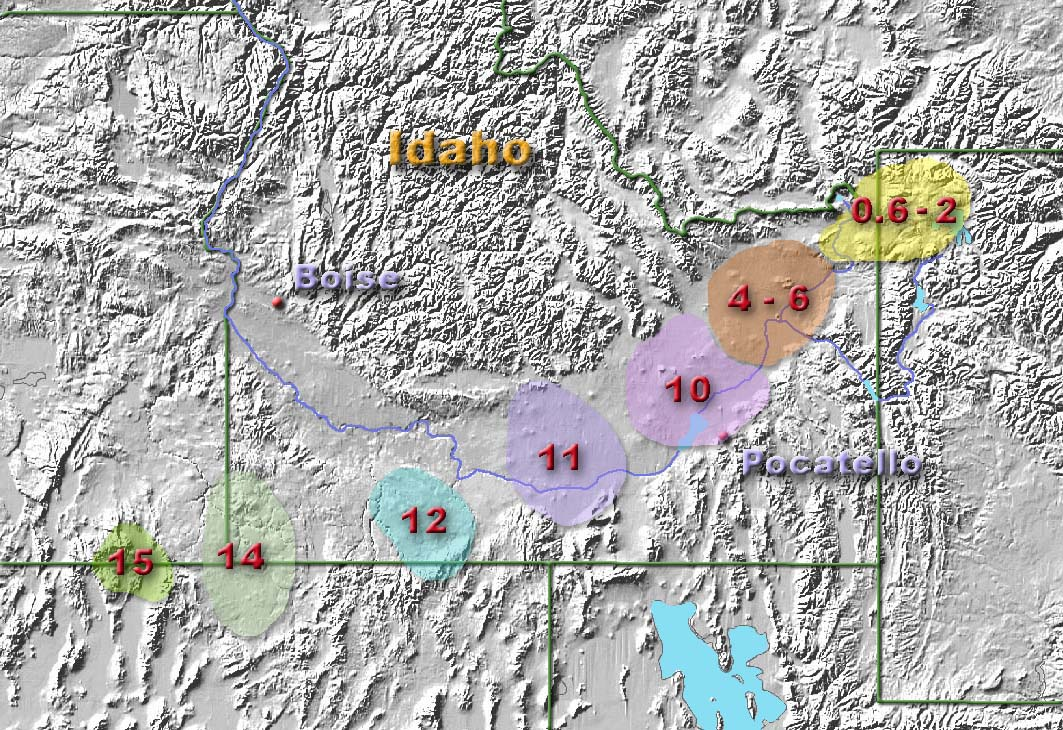
Anscheinende Bewegung des Yellowstone-Hotspots seit 17 Millionen Jahren

Ausbreitung der Aschedecken im Vergleich zu anderen Ausbrüchen

### Der Yellowstone Hot-Spot
Durch die sich über den Hot Spot schiebende Kontinentalplatte ergeben sich über die Jahrmillionen erkennbare Spuren der vulkanischen Tätigkeit, in diesem Fall eine Kette von Calderen auf dem nordamerikanischen Kontinent. Die Magmakammer ist rund 60 km lang, 35 km breit, 8–10 km mächtig und erwärmt unterirdische Wasservorkommen, die, wie der Old Faithful, teilweise als Geysire an die Oberfläche treten.
Geologische Untersuchungen zeigen, dass der Yellowstone-Hotspot seit 17 Millionen Jahren aktiv ist und sich die Erdoberfläche in diesem Zeitraum infolge der Plattentektonik so verschoben hat, dass der Hot Spot anscheinend rund 700 km vom heutigen nördlichen Nevada über das südliche Idaho an seinen heutigen Ort gewandert ist. Dabei schuf er das Grundgestein der Snake River Plain und hinterließ eine basaltisch-rhyolitische Magma-Tasche, die zeitweilig eine Hebung von 15 cm im Gebiet des Snake River verursachte.
In einer Untersuchung von 2020 wird auf zwei Supereruptionen aus dem jüngeren Miozän vor 8,99 und 8,72 Millionen Jahren hingewiesen, mit einem Auswurfvolumen von etwa 1700 km³ beziehungsweise 2800 km³.

### Die calderenbildenden Eruptionen
Die letzten drei der sehr großen Ausbrüche des Yellowstone-Hotspots fanden im heutigen Nationalpark beziehungsweise in seinem unmittelbaren Umfeld vor 2,1 Millionen (Huckleberry-Ridge-Ausbruch), 1,3 Millionen (Mesa-Falls-Ausbruch) und 0,64 Millionen Jahren (Lava-Creek-Ausbruch) statt.
Am stärksten war der erste der drei erwähnten Ausbrüche vor rund 2,1 Millionen Jahren. Dabei entstand eine Caldera von ca. 80 × 50 km. Rund 2500 km³ Material wurden ausgeworfen. Eine Studie aus dem Jahr 2012 deutet allerdings darauf hin, dass die Mengen an ausgeworfenem Material bei diesem sogenannten Huckleberry-Ridge-Ausbruch nicht auf eine, sondern auf mindestens zwei, wenn nicht mehr Eruptionen zurückzuführen sind, zwischen denen 4000 Jahre lagen. Klemetti zitiert den Artikel und erwähnt eine Verteilung auf sogar drei Phasen, die jeweils 1340 km³, 820 km³ und 290 km³ produziert hätten – immer noch sehr beträchtliche Mengen, aber doch nicht so viel, wie zunächst von Wissenschaftlern angenommen.
Die zweite Eruption vor rund 1,3 Millionen Jahren war die kleinste der drei, bei der 280 km³ Material ausgeworfen wurden.
Die dritte calderabildende Eruptionsserie vor rund 640.000 Jahren schuf eine überlappende Gesamt-Caldera von 80 km Länge und 55 km Breite. Der Ausbruch war wie die vorangegangenen auch durch die Aktivierung von Magmen in oberflächennahen Magmakammern ausgelöst worden. Neben enormen Aschenmengen, deren Spuren bis nach Kalifornien reichen, produzierte er unter anderem zahlreiche pyroklastische Ströme. Die hierbei entstandenen Ignimbrite mit einem Volumen von rund 1000 km³ werden Lava Creek Tuff genannt und sind in den Klippen des Madison Canyon zu sehen.
Aufgrund der Stärke dieser und späterer Ausbrüche wird der Yellowstone-Vulkan zu den Supervulkanen gezählt.

### Spätere Ausbrüche im System

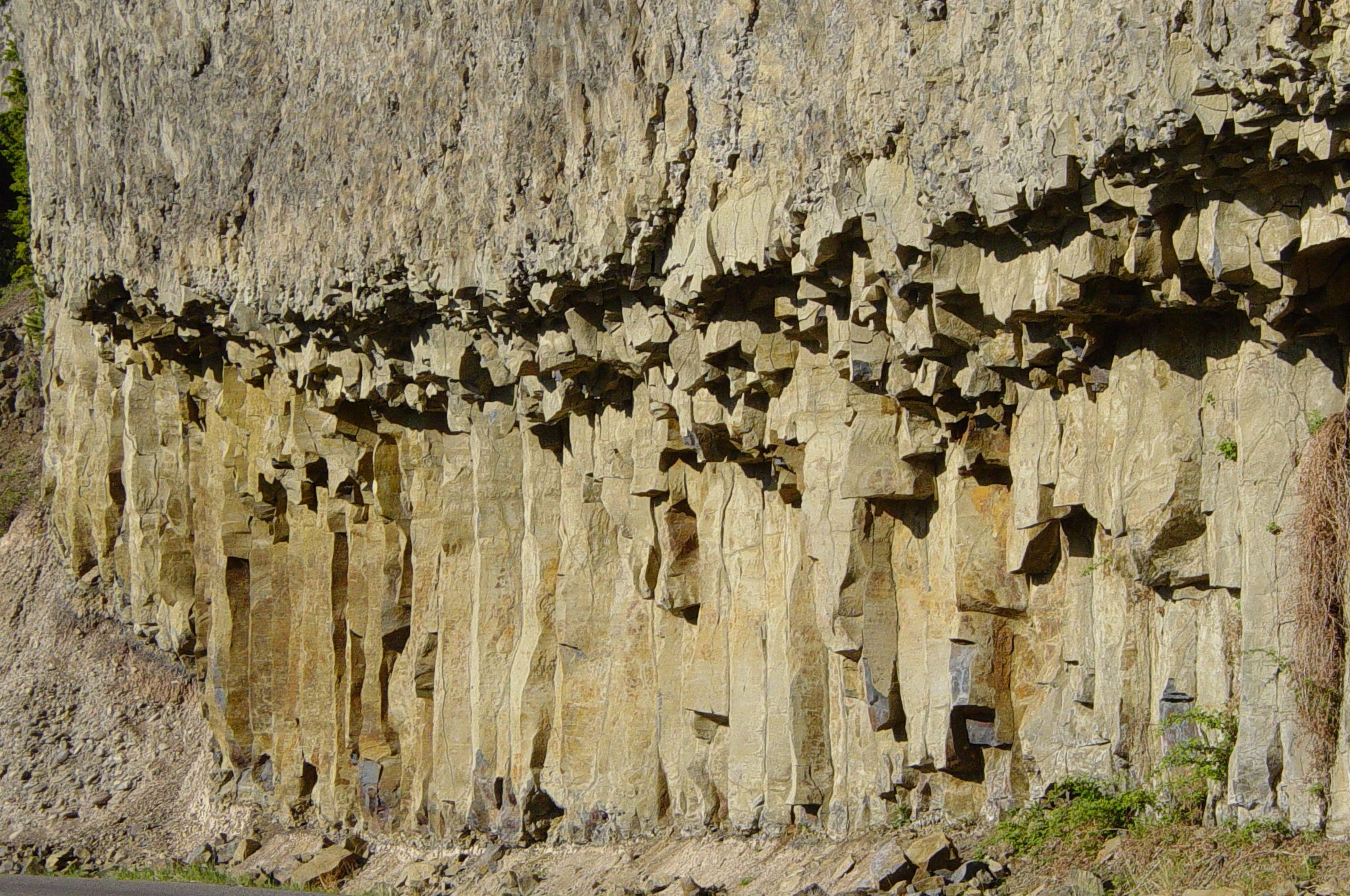
Basaltsäulen beim Tower Fall im Yellowstone-Nationalpark

Nach diesen großen Ausbrüchen war der Vulkan weiterhin aktiv, die folgenden Ausbrüche waren aber bei weitem nicht so katastrophal.
Tuffablagerungen von zwei späteren explosiven Eruptionen vor 170.000 (Bluff Point Tuff) und 140.000 Jahren (Cold Mountain Creek Tuff) zeigen ein ausgeworfenes Volumen von 50 bzw. 10 km³, was immerhin die Stärke 6 auf dem Vulkanexplosivitätsindex ausmacht.
Weitere effusive rhyolitische Lavaausbrüche im Zeitraum von vor 180.000 bis vor 70.000 Jahren füllten mit einem Gesamtvolumen von 600 km³ die Caldera fast ganz wieder aus und bildeten das heutige Yellowstone-Plateau.
Im Holozän gab es kleinere Ausbrüche vor jeweils ca. 9.400 Jahren am Turbid Lake, vor 8.050 Jahren am Elliot’s Crater, vor 5.050 Jahren am Duck Lake und den Evil Twin Craters und zuletzt vor 3.350 Jahren am Indian Pond Crater. Dabei handelte es sich ausschließlich um lokale Dampfexplosionen.

## Ablauf möglicher Eruptionen in der Zukunft
Auch heute besitzt der Yellowstone noch eine große Magmakammer, so dass ein ähnlich großer Ausbruch weiterhin irgendwann möglich erscheint. Allerdings rechnet der US Geological Survey (USGS), in den USA das für die Überwachung des Systems verantwortliche geologische Untersuchungsamt, nicht damit, dass es in naher Zukunft zu bedeutenden Ausbrüchen im System kommt. Man rechnet eher mit weiterem Wirken der Hochtemperaturgebiete, phreatischen Explosionen und mittlerer bis starker Erdbebentätigkeit.
Seit 1995 tritt ein neues Muster der seismischen Aktivitäten auf. Der USGS berichtete, dass sich der nördliche Kraterrand hob, während die Basis sich senkte. Diese gegenläufigen Bewegungen nahmen stetig zu, kamen im Jahr 2003 aber wieder annähernd zum Stillstand. Um den Jahreswechsel 2008/2009 wurde eine Häufung kleiner und kleinster Erdbeben beobachtet, bis März 2009 war die seismische Aktivität jedoch wieder auf ihrem langjährigen Durchschnittsniveau angekommen.
Diese Bewegungen werden vermutlich durch geschmolzenen Basalt verursacht, der in den unterirdischen Magmakanälen strömt. In den 1990er Jahren wurden diese vermutlich dadurch verstärkt, dass ein Magma-Schub aus dem oberen Erdmantel in das Yellowstone-Vulkansystem strömte. Da anscheinend nur wenig Magma wieder abfloss, erhöhte sich der Druck, wodurch neue Gesteinsklüfte entstanden, die wiederum eine bessere Verbindung zum tiefer liegenden Magma-Reservoir schufen. Die Bewegungen führten zu vermehrten geothermischen Aktivitäten in diesem Gebiet.
Solche Phasen „thermischer Unruhe“ haben laut den Wissenschaftlern des USGS bereits wiederholt stattgefunden, bislang ohne Folgen in der jüngeren Vergangenheit.

## Filme/Dokumentationen
2024 lief im ZDF die Dokumentation von Isabelle Gendre Supervulkan Yellowstone - Amerikas tickende Zeitbombe. In der Dokumentation geht es darum, ob, wann und vor allem wie dieser Supervulkan ausbrechen wird – und welche Konsequenzen eine Eruption für die Menschheit hätte.
2005 ließ die BBC unter dem Titel Supervolcano (dt. Supervulkan) eine Mischung aus Dokudrama und fiktivem Katastrophenfilm drehen, die sich mit einem Ausbruch des Yellowstone beschäftigt.
Am 12. November 2009 erschien Roland Emmerichs Film „2012“, der unter anderem vom Ausbruch des Supervulkans handelt.
In der US-Doku-Reihe Doomsday – Countdown zur Apokalypse, Episode 06 Mega-Eruption aus dem Jahr 2016 wird das Szenario eines Yellowstone-Ausbruchs als eine der größten Katastrophen der Menschheit thematisiert.